# Дэрэн
Дэрэн (монг. Дэрэн) — сомон аймака Дундговь в центральной части Монголии, площадь которого составляет 3 624 км². Численность населения по данным 2007 года составила 2 408 человек.
Центр сомона — посёлок Цант, расположенный в 68 километрах от административного центра аймака — города Мандалговь и в 210 километрах от столицы страны — Улан-Батора.

## География
Сомон расположен в центральной части Монголии. Граничит с соседним аймаком Туве. На территории Дэрэна располагаются горы Дэрж овоо, Модонгийн зоо.
Из полезных ископаемых в сомоне встречаются каменный уголь, известняк.

## Климат
Климат резко континентальный. Средняя температура января -18 градусов, июля +19 градусов. Ежегодная норма осадков 180мм.

## Фауна
Животный мир Дэрэна представлен волками, дикими кошками, лисами, корсаками.

## Инфраструктура
В сомоне есть школа, больница, центры торговли и культуры.

## Известные уроженцы
- Намжилын Норовбанзад (1931—2002) — народная артистка Монголии.